# Philippe d’Orléans (1869–1926)
Louis Philippe Robert d’Orléans (ur. 24 sierpnia 1869 w Twickenham, zm. 28 marca 1926 w Palermo) – francuski podróżnik i pisarz, publikował pod pseudonimem duc d'Orléans.
Pochodził z królewskiego rodu Burbonów orleańskich, jego pradziadkiem był król Francuzów Ludwik Filip I, jego ojciec Filip był pretendentem do tronu. Philippe podtrzymał te pretensje tytułując się księciem Orleanu i będąc tzw. orleańskim pretendentem do tronu Francji jako Filip VIII.
Urodził się w Twickenham na przedmieściach Londynu, gdzie jego rodzina zamieszkała po wygnaniu z Francji (po abdykacji Ludwika Filipa w 1848). W 1871 Philippe razem z rodziną powrócił do Francji. Początkowo uczył się w domu w Château d’Eu, potem uczęszczał do paryskiego Collège Stanislas. W 1880 jego ojciec nadał mu tytuł księcia Orleanu. W École spéciale militaire de Saint-Cyr Philippe rozpoczął swoją edukację wojskową, i w czerwcu 1886 już miał zostać oficerem, kiedy republikański rząd wygnał ponownie jego rodzinę z Francji. Philippe dokończył edukację wojskową w brytyjskiej  Royal Military Academy w Sandhurst.
Jego ojciec zmarł w 1894 i młody Philippe odziedziczył po nim pretensje do tronu. 5 listopada 1896 w Wiedniu ożenił się z Marią Dorotą (1867−1932), arcyksiężniczką austriacką, córką arcyksięcia austriackiego Józefa i księżniczki Klotyldy Marii Sachsen-Coburg-Saalfeld. Po kilku latach małżeństwa małżonkowie zamieszkali osobno. Do 1900 Philippe mieszkał w Anglii, potem przeniósł się do Belgii. Był zapalonym żeglarzem i w 1905 udał się na wyprawę do zachodnich wybrzeży Grenlandii. W 1907 popłynął na Morze Karskie – na północ od Syberii, a w 1909 jeszcze dalej na północ – na Ocean Arktyczny. Od 1914 Philippe i Maria Dorota żyli w oficjalnej separacji – Maria Dorota przeniosła się na Węgry.
Po wybuchu I wojny światowej Philippe d'Orléans  próbował bez skutku wstąpić do armii francuskiej, a potem belgijskiej. Wypadek przeszkodził mu we wstąpieniu do armii włoskiej. Nie doczekał się potomstwa, zmarł bezdzietnie na zapalenie płuc w Palais d’Orléans w Palermo, na Sycylii.

## Odznaczenia
- Krzyż Wielki Orderu Świętego Stefana (1865, Austro-Węgry)[1]